# Robert Greig
Robert Greig (Melbourne, 27 dicembre 1879 – Los Angeles, 27 giugno 1958) è stato un attore australiano naturalizzato statunitense.

## Filmografia parziale
- Animal Crackers, regia di Victor Heerman (1930)
- I milioni... che disgrazia! (They Just Had to Get Married), regia di Edward Ludwig (1932)
- La bambola del diavolo (The Devil-Doll), regia di Tod Browning (1936)
- Rose Marie, regia di W. S. Van Dyke (1936)
- Un'americana nella Casbah (Algiers), regia di John Cromwell (1938)
- I dimenticati (Sullivan's Travels), regia di Preston Sturges (1941)
- Lady Eva (The Lady Eve), regia di Preston Sturges (1941)
- La luna e sei soldi (The Moon and Six Pence), regia di Albert Lewin (1942)
- Il ritratto di Dorian Gray (The Picture of Dorian Gray), regia di Albert Lewin (1945)